# 河合まみ
河合 まみ（かわい まみ、1980年9月1日 - ）は、日本のAV女優。
初体験は16歳の時で28歳の彼氏が相手だった。スカウトされてAV女優となった。

## 略歴
神奈川県出身。2000年、『ヴァージンメモリアル』でAVデビュー。

## 作品

### アダルトビデオ
- ヴァージンメモリアル（2000年4月27日、KUKI）
- FRUITY SEXY（2000年5月27日、KUKI）
- 新・妹の下着22（2000年6月20日、KUKI）
- 妹の部屋（2000年9月28日、ビッグモーカル）
- VINLハウスの果実たち 番外編 パイ地震!!（2000年10月18日、KUKI）他出演:桜井風花、夢野まりあ、清水かおり、琴野まゆ、姫宮エリカ
- My Little Sister 240minスペシャル（2001年7月21日、ビッグモーカル）他出演:聖さやか、河合もも、田村麻里江
- デビュー!!初エッチ 2（2002年11月29日、クリスタル映像）他17名出演
- 潮吹きFUCK G14 PART.2（2002年12月13日、クリスタル映像）他13名出演
- ビージーン 10（2003年3月7日、桃太郎映像出版）

## 雑誌
- Cream 1999年12月号
- デラべっぴん 2000年2月号
- GOKUH 2000年2月号
- 放課後クラブ 2000年3月号
- ストリートナンパ 2000年05月号
- アクション写真塾 2000年6月号（表紙）
- スーパー写真塾 2000年8月号
- リップメイト 2000年10月号
- 問題実話 2000年12月号